# Camillo Siciliano di Rende
Camillo Siciliano di Rende (né le 8 juin 1847 à Naples, en Campanie, alors capitale du royaume des Deux-Siciles et mort le 16 mai 1897 à Montecassino) est un cardinal italien du XIXe siècle.

## Biographie
Camillo Siciliano di Rende commence ses études au petit séminaire de La Chapelle-Saint-Mesmin en 1865/1866. Cette école secondaire ecclésiastique était alors dirigée par Mgr Félix Dupanloup.
Il exerce diverses fonctions au sein de la Curie romaine, notamment auprès de la Rote romaine. Il est nommé évêque de Tricarico en 1877 et promu archevêque de Bénévent en 1879. Il est nonce apostolique en France.
Le pape Léon XIII le crée cardinal lors du consistoire du 14 mars 1887. Le cardinal Siciliano est administrateur apostolique de Lucera.

## Succession apostolique
Camillo Siciliano di Rende a ordonné les évêques suivants :
- Évêque Francesco Paolo Cardona Albini (1882)
- Évêque Antonio Scotti (1882)
- Archevêque Augusto Bonetti (it), C.M. (1885)
- Archevêque Raffaele de Martinis, C.M. (1896)